# Katalanische Filmakademie
Die Katalanische Filmakademie (Katalanisch: Acadèmia del Cinema Català (ACC)) ist eine Non-Profit-Organisation in Barcelona.
Sie befindet sich nahe dem Hafen von Barcelona am Passeig de Colom 6.
Sie ist Mitglied der Europäischen Filmakademie.
Erster Präsident war Joel Joan, der im April 2013 von Isona Passola abgelöst wurde.

## Ziel
Am 21. Februar 2008 gründeten 46 Filmschaffende und Kreative die Acadèmia del Cinema Català, um den katalanischen Film zu fördern, gemeinsam weiterzuentwickeln und zu präsentieren. Weiter soll die Akademie eine zentrale Anlaufstelle für den Nachwuchs sein.

## Filmförderung
Die Akademie verleiht seit 2009 jährlich den Premis-Gaudí-Filmpreis, der den Premis Barcelona de Cinema abgelöst hat.